# Ильин, Алексей Алексеевич

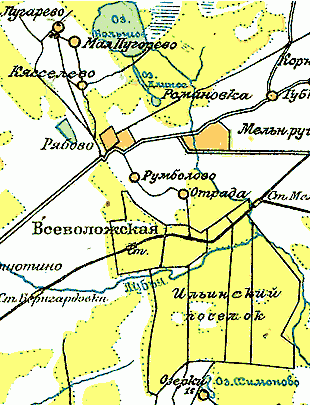
Ильинский посёлок. 1928 г.

Алексей Алексеевич Ильин (7(19) августа 1857 — 4 июля 1942) — русский государственный деятель, действительный статский советник, историк, нумизмат, картограф, член-корреспондент Академии наук СССР.

## Биография
Сын генерал-лейтенанта Алексея Афиногеновича Ильина и Александры Федоровны Ильиной (урожд. Шеринг).
С отличием окончил Александровский лицей, входил в Комитет Пушкинского лицейского общества и был попечителем лицея. Затем служил в лейб-гвардии Семёновском полку и Министерстве государственных имуществ. Действительный статский советник.
Вместе с братом Афиногеном (капитаном 2-го ранга, предводителем дворянства Шлиссельбургского уезда), владел картографическим производством «Картографическое заведение А. Ильина», имением Сари, рядом деревень в Шумской волости Новоладожского уезда, а также мызой Колтуши и рядом деревень Колтушской волости Шлиссельбургского уезда Санкт-Петербургской губернии.
Член Государственного совета по выборам от дворянства Санкт-Петербургской губернии. Член Совета Государственного банка. Глава Российского общества Красного Креста. В разное время был членом Общества Китайско-Восточной железной дороги, Русского географического общества, председателем Русского общества книгопродавцов и издателей. За успешную деятельность своего картографического предприятия был отмечен золотой медалью Академии наук. Известный нумизмат.
Вместе с братом Афиногеном основал дачный посёлок Ильинский (ныне на территории города Всеволожск).
После Октябрьского переворота руководитель секции нумизматики Академии истории материальной культуры (с 1918), затем сотрудник отдела нумизматики Государственного Эрмитажа (1920—1940-е гг., до 1930 заведующий), куда передал свою коллекцию русских монет. Член-корреспондент АН СССР (1928).
Привлекался по «золотому делу» в 1932—1933 годах. («Золотые дела» организовывались чекистами с целью вымогательства у арестованных валюты и ценностей).
Умер от тифа во время блокады Ленинграда.
Похоронен в Ленинграде на Шуваловском кладбище.

## Семья
Был женат на Екатерине Михайловне Безак (1861—17.12.1911; умерла от опухоли головного мозга в Риме) и вторым браком на Вере Владимировне Марковой.
Дети: Алексей (р. 1885), Александр (р. 1885)

## Память
В городе Всеволожск находится Алексеевский проспект, названый в честь А. А. Ильина и микрорайон Ильинский, название которого происходит от фамилии братьев Ильиных, владевших до революции, находившимся на его месте дачным посёлком.

## Труды
- Медали в честь Александра Сергеевича Пушкина. — СПб., 1901;
- Русские монеты, чеканенные с 1801 г. по 1904 г. — СПб., 1904 (совместно с Х. Х. Гилем);
- Русские монеты, чеканенные с 1725 г. по 1801 г. — СПб., 1910 (совм. с И. И. Толстым);
- Русские монеты. Медная монета с 1700 г. по 1725 г. Петра I. — Пг., 1918;
- Топография кладов серебряных и золотых слитков. — Пг., 1921;
- Топография кладов др. русских монет 10 и 11 вв. и монет удельного периода. — Пг., 1924;
- Классификация русских удельных монет, вып. I. — Л., 1940